# Tiếng Anh Mỹ

Sự thống trị của tiếng Anh ở Hoa Kỳ.

Tiếng Anh Mỹ (American English, US English, viết tắt trong tiếng Anh AmE, AE, AmEng, USEng, en-US) là một phương ngữ của tiếng Anh được sử dụng chủ yếu ở Hoa Kỳ. Khoảng 71% người sử dụng tiếng Anh làm tiếng mẹ đẻ sống ở Hoa Kỳ. Tiếng Anh là ngôn ngữ phổ biến nhất ở Hoa Kỳ. Mặc dù Chính phủ Liên bang không công nhận bất kì ngôn ngữ chính thức nào, tiếng Anh vẫn được xem là ngôn ngữ chính thức trên thực tế của Hoa Kỳ do được sử dụng rộng rãi. Tiếng Anh đã được chính quyền 30/50 tiểu bang của Hoa Kỳ chính thức công nhận là ngôn ngữ chính thức.
Việc sử dụng tiếng Anh ở Hoa Kỳ kế thừa từ thời kỳ thuộc Anh. Làn sóng người định cư nói tiếng Anh đã đến Bắc Mỹ vào thế kỷ 17. Tại thời điểm đó, Bắc Mỹ cũng có những người nói các ngôn ngữ khác như tiếng Tây Ban Nha, tiếng Pháp, tiếng Hà Lan, tiếng Đức, tiếng Na Uy, tiếng Thuỵ Điển, tiếng Scotland, tiếng Nga, tiếng Phần Lan, tiếng Ireland cũng như các ngôn ngữ bản địa châu Mỹ.